# Zbigniew Bielewicz (artysta)
Zbigniew Bielewicz (ur. 10 sierpnia 1913 w Kętach, zm. 8 września 2008 w Bielsku-Białej) – polski artysta, malarz, grafik i nauczyciel. Żołnierz, uczestnik kampanii wrześniowej. Został odznaczony Medalem „Za udział w wojnie obronnej 1939” oraz Odznaką „Weteran Walk o Wolność i Niepodległość Ojczyzny”.

## Życiorys
Urodził się 10 sierpnia 1913 w Kętach jako syn Jana i Wiktorii, tam dorastał. Uczęszczał do szkoły najpierw w Kętach, a następnie w Bielsku. Wstąpił do Seminarium Nauczycielskiego w Białej Krakowskiej. Po dwóch latach opuścił je na rzecz pracy z ojcem, jako cukiernik. W 1933 ukończył Jednoroczną Szkołę Przysposobienia Kupieckiego w Bielsku. W listopadzie 1935 wstąpił do 4-go Pułku Strzelców Podhalańskich w Cieszynie, do czwartej kompanii. Później został przeniesiony do Korpusu Ochrony Pogranicza. Brał udział w kampanii wrześniowej za co w 1985 został odznaczony Medalem „Za udział w wojnie obronnej 1939”, a w 1995 Odznaką „Weteran Walk o Wolność i Niepodległość Ojczyzny”.

Ja brałem udział w całej kampanii od Śląska – umundurowany i wyposażony bojowo w Oświęcimiu (znajdował się tam batalion 73 P.P.) – teren obecnego obozu zagłady. Przeszedłem cały szlak bojowy, aż do Lasów Tomaszowskich biorąc udział w licznych potyczkach. Tutaj zostaliśmy otoczeni ze wszystkich stron. Była jedna luka południowo-wschodnia [...].
We wsi Łętownia k. Przeworska udało mi się zmylić straże i w przebraniu cywilnym [...] wrócić po dłuższych tarapatach do domu. Był to już koniec września 1939.
Przygnębienie, smutek i rozpacz ściskały serce, ale żyć trzeba dalej, przyjąć ciężkie warunki okupanta.

Podczas okupacji mieszkał w Żywcu, gdzie pracował w fabryce Solali (Żywieckie Zakłady Papiernicze) jako malarz pokojowy i liternik. 14 września 1940 wziął ślub z Janiną Kubik, a w 1943 urodziła im się córka Aleksandra. Po wojnie, 1 czerwca 1945 wznowił naukę, w Instytucie Sztuk Plastycznych w Krakowie. W 1948 – pod kierunkiem prof. Witolda Chomicza, Jerzego Karolaka i Stanisława Jakubowskiego – ukończył na tej uczelni grafikę. W latach 1949–1950 był nauczycielem w Nowej Rudzie. W roku 1952 pracował jako rysownik w Państwowych Zakładach Graficznych, w następnym roku w Spółdzielni „Dekoracja” (znanej później jako Spółdzielnia Pracy Przemysłu Ludowego i Artystycznego) w Stalinogradzie (ówczesnych Katowicach). Wtedy zainteresował się polichromiami kościołów. 

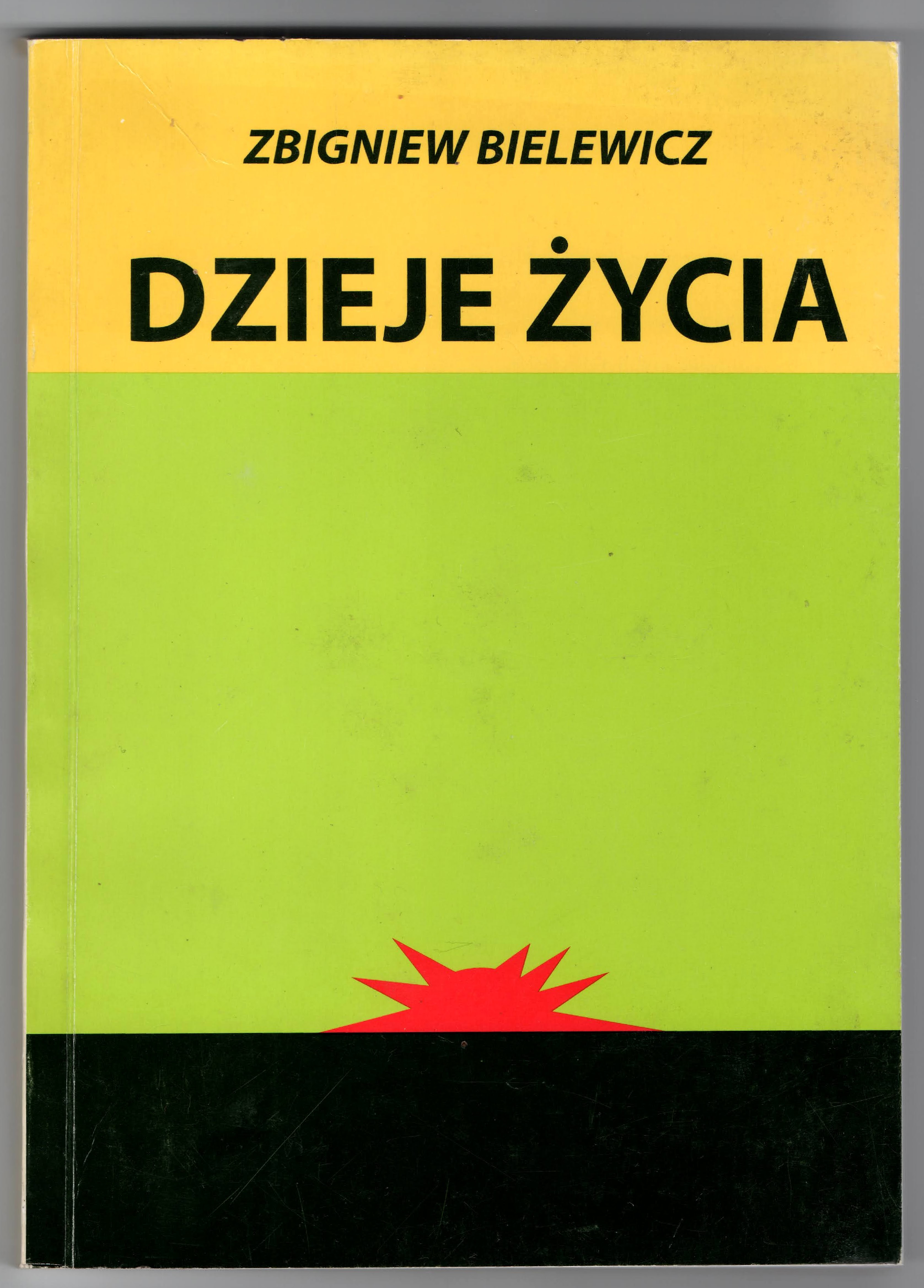
Autobiografia Zbigniewa Bielewicza

We wrześniu 1956 zamieszkał w Bielsku-Białej, tam wykonywał szyldy dla Spółdzielni „Społem”. W latach 1953–1984 zaprojektował, wykonał i odnowił kilkadziesiąt ołtarzy i elementów kościołów i kaplic w całej Polsce, w szczególności na południu. Są to między innymi świątynie w: Kędzierzynie-Koźlu, Oświęcimiu, Borku Strzelińskim, Białej, Kiczorze k. Zwardonia, Ludźmierzu na Podhalu, Olszynce k. Prudnika, Rajczy, Milówce, Lipniku (dzielnica Bielska-Białej), Walawie k. Przemyśla, Rogoźniku k. Nowego Targu, Przemyślu i Rybarzowicach.

Swoją pierwszą wystawę miał w pawilonie przy ul. Lenina (obecnie ul. 3 maja) w Bielsku-Białej, w dniach 15 marca – 4 kwietnia 1971. Organizowana przez Związek Polskich Artystów Plastyków w którym do bielskiego oddziału należał od 1951 (nr legitymacji: 2311). 

[Obrazy z wystawy pochodzą z moich wyjazdów na plenery.] Malowałem w różnym czasie. W dalszej kolejności robiłem wypady poza miasto Bielsko-Biała na dwa, trzy dni, tak że w końcu miałem tekę zapełnioną. Przedstawiłem miejscowemu społeczeństwu 72 akwarele. Ta technika mi najbardziej odpowiadała. Na to złożyło się dziesięć lat pracy, chodzenia po wertepach, dźwiganie ciężkiego ekwipunku.

Stał się członkiem rzeczywistym ZPAP w 1972, polecony przez kolegów Jana Grabowskiego i Ignacego Bieńka. Kolejne lata i emeryturę spędził malując na wystawy ZPAP i amatorsko. Zmarł 8 września 2008 w Bielsku-Białej, spoczywa na Cmentarzu Komunalnym w Bielsku-Białej (Kamienica).

## Najważniejsze wystawy
| Nazwa                                                             | Czas trwania                      | Miejsce | Opis |
| ----------------------------------------------------------------- | --------------------------------- | --- | --- |
| Akwarele Zbigniewa Bielewicza                                     | 15 marca – 4 kwietnia 1971        | Pawilon przy ul. Lenina (obecnie ul. 3 maja) w Bielsku-Białej | Jak wszystkie wystawy współorganizowana przez ZPAP. Zaprezentowano 72 akwarele pochodzące z wielu plenerów na które autor jeździł w przeciągu poprzednich 10 lat.                                                                       |
| Zbigniew Bielewicz – akwarele, oleje, projekty polichromii wnętrz | grudzień 1983                     | Biuro Wystaw Artystycznych w Bielsku-Białej | Zaprezentowano nie tylko obrazy ścienne, ale również szkice, projekty, polichromie. |
| Malarstwo Zbigniewa Bielewicza                                    | 1 grudnia 1988 – 10 stycznia 1989 | Wojewódzka Biblioteka Publiczna w Bielsku-Białej, Muzeum Beskidzkie w Wiśle, Cieszyńskie Centrum Kultury, Muzeum w Żywcu (Towarzystwo Miłośników Ziemi Żywieckiej) | Pod patronatem Beskidzkiego Towarzystwa Społeczno-Kulturalnego. Podczas wernisażu autor otrzymał „Sztalugę Juliana Fałata” (zobacz: Julian Fałat). W październiku 1989 część dzieł trafiła do Galerii Sztuki Współczesnej w Wadowicach. |
| Jubileuszowa wystawa malarstwa Zbigniewa Bielewicza               | 2 maja – ?? 1994                  | Wojewódzka Biblioteka Publiczna w Bielsku-Białej | Na otwarciu pojawiło się 160 osób, w tym m.in.: wiceprezydent Bielska-Białej Zbigniew Leraczyk i prezes Związku Kombatantów Zbigniew Stadnicki. Przedstawiono 67 akwarel i 5 olejów na płótnie.                                         |
| Wysokie Tatry w malarstwie Zbigniewa Bielewicza                   | 9 stycznia – 8 marca 1997         | Książnica Beskidzka w Bielsku-Białej | Ostatnia wystawa Zbigniewa Bielewicza zwieńczająca karierę. Oglądający mogli zobaczyć 22 prace skupione na polskich Tatrach. Obrazy pochodziły z lat 1988–1995.                                                                         |